# Shürhozelie Liezietsu
Shürhozelie Liezietsu (ur. 20 listopada 1936 w Kohimie) – indyjski polityk.

## Życiorys
Urodził się w Kohimie. Należy do plemienia Angami, jednego z 16 większych plemion Nagalandu. Podstawową edukację zdobywał w Mission Public School, kształcił się później w Government High School w rodzinnym mieście. Ukończył studia w prestiżowym St. Edmund’s College w Shillong. Początkowo podjął pracę w stanowym sekretariacie, następnie zajął się działalnością dydaktyczną.
W życie publiczne zaangażował się w 1969, znalazł się wśród założycieli United Democratic Front (UDF), pierwszej regionalnej formacji politycznej w historii Nagalandu. Działał następnie w Naga National Democratic Party (NNDP). Odegrał kluczową rolę w utworzeniu Naga People's Front w 2002. Długoletni poseł do Zgromadzenia Ustawodawczego Nagalandu, po raz pierwszy zasiadł w jego ławach w 1969. Kilkukrotny minister w rządzie stanowym, odpowiadał między innymi za resorty rozwoju obszarów miejskich oraz szkolnictwa wyższego. W lutym 2017 został premierem Nagalandu. Opuścił stanowisko już kilka miesięcy później, w lipcu 2017. Przewodniczy NPF, ponownie wybrany partyjnym liderem w listopadzie 2019.
Ceniony poeta i pisarz, jedna z czołowych postaci współczesnej literatury w języku angami. Autor ponad czterdziestu książek, o różnorodnej tematyce i przynależności gatunkowej. Wyrażał obawy co do żywotności rodzimych języków i dialektów Nagalandu, zauważając, że są one wypierane przez kreol oparty na języku assamskim. Ostro krytykował propozycję nowelizacji ustawy o obywatelstwie, w styczniu 2019 określając ją mianem groźby dla przyszłości północnego wschodu Indii, zwłaszcza zaś dla rdzennych mieszkańców tego regionu.
Uhonorowany doktoratem honorowym Nagaland University (2003). Przewodniczy Ura Academy, instytucji związanej z rządem stanowym zajmującą się literaturą oraz szeroko rozumianą kulturą regionu.
Jeden z jego synów, Khriehu, również jest aktywny w życiu politycznym.